# Плюхино (Нижегородская область)
Плю́хино — деревня в городском округе Семёновский Нижегородской области. Входит в состав Пафнутовского сельсовета.

## Описание
Расположена в 5 км от административного центра сельсовета — Пафнутово и 55 км от областного центра — Нижнего Новгорода, на правом берегу реки Линды.

## Население
| 2002 | 2010 |
| ---- | ---- |
| 43   | ↗47  |